# ضياه خان
ديا خان مخرجة افلام نرويجيون-بريطانية ومدافعه عن حقوق الانسان. مؤسسة شركة إنتاج (فيوز) المتخصصه فيلم وثائقي منابر إعلام إلكتروني والمحتويات التلفزيونيه والوقائع والاحداث المباشرة. كما وانها مؤسسة ورئيسة تحرير المجلة الإلكترونية «تضامن الاخوات» والتي تسلط الضوء على اصوات مختلفه للنساء من ارث اسلامي والتي هي من ضمن مشروعها الشخصي شركة إنتاج (فاس).
في عام 2016 تم تسمية خان لتكون سفيرة النوايا الحسنه لليونسكو.

## السيرة الذاتية

### النسب والميلاد
ولدت ديا في اوسلو، النرويج، لعائله مسلمه سنيه. امها من اصول پښتانهوومن جذور افغستانيه ووالدها من بنجاب في باكستان. لديها اخ اصغراسمه عادل خان وهو ممثل ومقدم برامج تلفزيونيه.

## البدايات المهنيه
تم تقديم ديا إلى عالم الموسيقي في سن السابعه من قبل والدها. وكان أول ظهور علني لها في التلفزيون النرويجي هي في سن الثامنه. واستمر ظهورها بشكل متكرر في التلفزيون وكضيفة في الغناء ضمن الابيم موسيقيه متعدده. اطلقت أول البوم لها «الت سلاج لين*» وهي في عمر ال 15 عشر. وبعد عامين اطلقت ديا البومها الثاني ومن ثم توجهت المملكة المتحدة حيث اطلقت اغنيتين والبوم غناء ومن ثم تقاعدت من الغناء والتمثيل وبدات بالعمل كمنتجة غناء.

### الإنتاج الغنائي
- 2013: النساء الإيرانيات (البوم غنائي بمشاركة فنانات إيرانيات) [7]
- 2013: اصداء الهندوس (البوم غنائي من قبل الفنان الباكستاني اشرف شريف خان بونشوالا)
- 2012: : النساء إسكندنافيا(البومغنائي لاغاني تراثيه اسكندنافيه بمشاركة فنانات اسكندنافيات من النرويج والسويد والدنمارك وفنلنده وآيسلندا. الالبوم هو أول إنتاج من قبل ديا من مجموعتها للابيم النسائيه. من إنتاج ديا
- 2010: استمعو إلى الممنوعات (البوميجمع الاغاني الممنوعه لمجموعة فنانين وفنانات تمت محاكمتهم أو سجنهم في افريقيا والشرق الوسط واسيا. حصل الالبوم على المركز السادس في عالم الموسيقيفياوروباوبقي الالبوم لعدة أشهر بهذا التصنيف اضافه إلى حصوله على استحسان نقدي عالمي.[8] يذكر ان منظمة العفو الدولية تدعم البوم استمعو إلى الممنوعات من خلال نشره على الموقع الإلكتروني.)
- 2007: صفاء (البوم)[9]
- 2005: مشروعي الخاص / «شاهدتك» – المملكة المتحده #37
- 1996: ديبيكا (البوم)[10]
- 1995: الوان احلامي (أغنية منفرده) (أغنية منفرده)[11]
- 1995: تاريخ (أغنية منفرده)
- 1995: ابتعد عني (أغنية منفرده)[12]
- 1992: في كل أنواع الضوء (البوم)[13]

## المجلة الإلكترونية "تضامن الاخوات
في عام 2007 اطلقت ديا المجلة الإلكترونية «تضامن الاخوات» لتوفير منصة للنساء من التراث الإسلامي للتعبير عن اعمالهن الفنيه. في عام 2016، تم إعادة اطلاق مجلة «تضامن الاخوات» كمجلة الكترونيه لنشر اصوات النساء من التراث الإسلامي. وخلال سته أشهر من اطلاقها، حصدت مجلة «تضامن الاخوات» جائزة «ايسبوك لاحسن موقع الكتروني فعال» خلال جوائز اسيا للاعلام عام 2016 لدورها في ابراز المساواة للنساء ورفع الوعي حول القضايا التي تؤثر على النساء المسلمات.

## العمل السينمائي
بدأت ديا في الإخراج لأول مرة في العمل الوثائقي بناز: قصة حب. وكان هذا أول عمل إنتاجي واخراجي لديا. حاز على استحسان نقدي عالمي وجوائز عالمية عديدة من ضمنها جائزة الأيمي لأفضل فلم عالمي وثائقي. يستخدم الفلم حاليا لتدريب الشرطة البريطانيه

## أفلامه
| الفلم | الفلم                       | الفلم        | الفلم | الفلم  |
| السنة | العنوان                     | الوظيفة      | ملاحظات | النوع  |
| ----- | --------------------------- | ------------ | --- | ------ |
| 2020  | مسلم في أمريكا ترامب        | مخرجة ومنتجة | فاز بجائزة بيدبوي. | وثائقي |
| 2020  | حرب أمريكا على الإجهاض      | مخرجة ومنتجة | فاز جوائز الأكاديمية البريطانية للأفلام لأفضل عرض وثائقي للشؤون الراه. | وثائقي |
| 2017  | اليمين الأبيض: مواجهة العدو | مخرجة ومنتجة | لافضل برنامج عالمي وثائقي جائزة إيمي. فاز بجائزة بريطاني المجتمع التلفزيوني الملكي ۔ فاز بجائزة روري بيك ۔فاز بجائزة المرأة في السينما والتلفزيون المملكة المتحدة ۔ فاز بجائزة وسائل الإعلام الآسيوية ۔ فازبجائزة بیس جام لجنة التحكيم. للأفلام عام 2018 عن أفضل عرض وثائقي جوائز الأكاديمية البريطانية للأفلام للأحداث الحالية. ترشيح للجوائز فرونت لاين كلوب                              | وثائقي |
| 2016  | ملحدون في الإسلام           | مخرجة ومنتجة | ترشيح للجوائزالإعلامية الآسيوية لتصنيف "أفضل تحقيق"للعام. | وثائقي |
| 2015  | الجهاد: قصة الاخرون         | مخرجة ومنتجة | بجائزة نيويورك العالمية لمهرجان الأفلام والفيديوالمستقله كأفضل فلم وثائقي قصير. حصلت على جائزة وزارة النرويج للفنون والثقافة للفلم الوثائقي جهاد. لترشيح لجائزة جوائز الأكاديمية البريطانية للأفلام لأفضل عرض وثائقي للشؤون الراهنه. الترشيح لجائزة النمفالذهبيه ال 56 للشؤون الراهنه الوثائقيه في مهرجان مونتي كارلو للتلفزيون.الترشيح لجائزة شبكة التنوع الخلاقه لافضل برنامج شؤون راهنه. | وثائقي |
| 2012  | بناز: قصة حب                | مخرجة ومنتجة | لافضل برنامج عالمي وثائقي جائزة إيمي (2013) فاز بجائزة بيدبوي فاز كافضل فلم وثائقي بجائزة مهرجان برغن العالمي للافلام (2013) فاز كأفضل وثائقي للاحداث الحاليه. جمعية التلفزيون الملكي نرويجي تم الترشيح لدى | وثائقي |

## الجوائز والأوسمة
- 2017: عينت ديا خان كعضو مجلس إدارة في المجلس النرويجي الفني. العضوية صالحة لمدة أربع سنوات (2018-2021)[28]
- 2016: عينت ديا خان سفيرة النوايا الحسنة في منظمة اليونسكو لحرية الفن والأبداع. لم تكن خان أول سفيرة نرويجية للنوايا الحسنة لليونسكو فقط ولكنها كانت أيضاُ أول سفيرة نوايا حسنة لحرية الفن والابداع.[29]

- 2016: حازت ديا خان على جائزةتيلينورالثقافيه لابداعاتها الفنية التي اثرت على مواضيع هامه في وقتنا الحالي مثل حقوق المرأة وحرية التعبير ومبادئها الاساسيه.[30]
- 2016: حازت ديا خان على جائزة بير جنت والتي تمنح للأفراد أو الجماعات التي تسلط الضوءعالميا على النرويج.[31]
- 2016: حازت ديا خان على جائزة جونار سوستبيز للصندوق التذكاريالتي تم تأسيسها في 2015 لذكرى جونارسوستبيز. هدف الجائزة هو تكريم الأفراد والمؤسسات الذين أظهروا شجاعتهم في الدفاع عن الحقوق الاساسيه الديمقرطية والتي ساهمت في تعزيز حرية واستقلال الدول.[32]
- 2015: حصلت ديا على جائزة جامعة أوسلو لحقوق الانسانلكونها رائده في الدفاع عن حقوق المرأة والتعبير عن النفس من خلال اعمالها الفنيه والنشاطات السياسيه.[33]

- 2015: حازت ديا على جائزة بلان جينتبريز من الفرع النرويجي والتي يتم تقديمها بتاريخ 11 أكتوبر من كل عام في اليوم العالمي للطفلة.[34]
- 2012: حازت ديا على جائزة الأوسيتزكي وهي جائزة القلم النرويجية للانجازات البارزه في مجالحرية التعبير.[34]
- 2009: حازت ديا على الجائزة العالمية لحقوق للابتكار بالشراكة مع كونت ملانجا، للكاتب المسرحيالزيمبابويوالمسرح الحر في بيلاروس.[35]
- 1966: جائزة شيلبيرسلجات والتي منحت لخان على اعتبار انها كانت جسر ثقافي في خلق التقبل والسماحة من خلال عملها الفني.[36]

## وصلات خارجية
- ضياه خان على موقع IMDb (الإنجليزية)
- ضياه خان على موقع ميوزك برينز (الإنجليزية)
- ضياه خان على موقع أول موفي (الإنجليزية)
- ضياه خان على موقع ديسكوغز (الإنجليزية)
- الموقع الإلكتروني